# Perceptgenes
Perceptgenes kallar psykologerna en process som leder fram till den slutliga varseblivningen. Perceptgenes påverkas starkt av behov och jagförsvar.
Sinnena aktiveras genom att de stimuleras, t. ex. av utifrån kommande retningar. Impulserna leds vidare till olika centra i hjärnan, där de bearbetas. Denna tolkningsprocess går oerhört snabbt, men är inte desto mindre mycket komplicerad. Processen är icke-medveten. 
I perceptgenesen sker såväl eliminering som emergens. Vid eliminering förkastas vissa tolkningar som inte stämmer. Vid emergens bildas helt nya tolkningar, ofta till synes utan samband med de föregående. 
Perceptgenetisk teori beskriver lagbundna utvecklingsförlopp i perceptionen och sambandet mellan perception och personlighet. Teorin, som har utvecklats i Lund av Ulf Kragh och Gudmund Smith, har haft stor betydelse för experimentell prövning av psykoanalytiska satser. Enligt teorin återspeglas individens upplevelser under uppväxten i den perceptgenetiska processen. Perceptgenetiska metoder som DMT och MCT kan därför betraktas som projektiva metoder för personlighetsundersökningar.